# جويل مادن
جويل مادن (بالإنجليزية: Joel Madden)‏ (ولد جويل كومز، 11 مارس 1979) مغني أمريكي، منتج، وممثل، DJ، وسفير اليونيسف للنوايا الحسنة.

## روابط خارجية
- جويل مادن على موقع IMDb (الإنجليزية)
- جويل مادن على موقع ميوزك برينز (الإنجليزية)
- جويل مادن على موقع إن إن دي بي (الإنجليزية)
- جويل مادن على موقع أول ميوزيك (الإنجليزية)
- جويل مادن على موقع ديسكوغز (الإنجليزية)
- جويل مادن على موقع قاعدة بيانات الفيلم (الإنجليزية)